# دریاچه سیتن
دریاچه سیتن (قزاقی: Сейтен) یک دریاچه در استان پاولودار کشور قزاقستان است.